# Istoria della Compagnia di Gesù
Istoria della Compagnia di Gesù est une monumentale œuvre littéraire italienne, en six volumes, du prêtre jésuite italien Daniello Bartoli. Publiée progressivement de 1650 à 1673 et comptant plus de 10 000 pages, l’œuvre reprend l’histoire universelle de la Compagnie de Jésus durant le premier siècle de son existence (1540 à 1650). Considéré comme un classique de la littérature italienne il est précédé d’une biographie du fondateur de l'Ordre, saint Ignace de Loyola.

## Contenu

### Vie de saint Ignace et fondation de l’Institut
L’œuvre s’ouvre (premier volume) sur une biographie en ‘cinq livres’ du fondateur de la Compagnie de Jésus, Ignace de Loyola.  Cependant l’auteur reconnait être largement débiteur des premiers biographes du saint : Juan de Polanco (son secrétaire), Pedro de Ribadeneyra, Giovanni Maffei  et Niccolò Orlandini. Le troisième ‘livre’ traite de l’Institut de la Compagnie de ses Constitutions, les quatrième et cinquième livres : des vertus et mort du saint et des miracles qui lui sont attribués (après sa mort).

### L'Asie, le Japon et la Chine
Particulièrement intéressants sont les trois volumes de l’œuvre consacrés aux missions d’Asie, avec les expéditions missionnaires du pionnier saint François Xavier et des missionnaires jésuites en Inde, au Japon et en Chine. 
L’Asie (1653): En un volume de huit ‘livres’ publié en 1653 l’histoire des missions commence avec la colonie portugaise de Goa où arrive saint Xavier en 1542. Le collège Saint-Paul était le quartier général des missions asiatiques. De son imprimerie sortent les premiers textes chrétiens en langue indigène, dont le dictionnaire tamoul de Henrique Henriques. Le troisième livre traite du voyage missionnaire de saint Xavier au Japon et des premiers jésuites au Japon sous la direction de Cosme de Torres, jusqu’en 1570.     
Bartoli raconte ensuite la mission du père Rodolphe Acquaviva auprès de l’empereur moghol Akbar, à Fatehpur Sikri et de son martyre à Salcete en 1581. Initialement rédigée en 1653 la description de la mission au Grand Moghol fut ajoutée à la troisième édition en 1667.
Les missions jésuites au Japon (1660) ont une place importante : cinq livres en deux volumes. Il raconte en détail l'histoire de la mission jésuite au Japon depuis ses succès pendant la période Sengoku (deux livres) jusqu'à son anéantissement par le shogunat Tokugawa au début de l'ère Sakoku. Bartoli conclut ce travail en racontant l'élimination du christianisme au Japon (et le passage à la clandestinité) qui débuta en 1597 avec la crucifixion des vingt-six martyrs sous Hideyoshi. Le récit des événements des martyrs japonais sous les trois premiers shoguns Tokugawa occupe les troisième et quatrième livres. Le cinquième livre raconte l'apostasie du jésuite portugais Cristóvão Ferreira.
Les missions de Chine (1663) sont couvertes en quatre livres. Après un bref excursus sur l’histoire et la géographie de l’Empire céleste, Bartoli raconte l’affaire des missions jésuites dans le pays. Son récit donne une grande place aux éminents sinologues Michele Ruggieri et Matteo Ricci et leurs successeurs à la cour impériale.

### L’Europe, Angleterre et Italie
Après avoir traité des missions d’Asie Bartoli se tourne vers l'histoire des Jésuites en Europe. Les événements dramatiques des missions anglaises, dans le volume ‘Angleterre’ (1667), qui décrit le martyre des Thomas Pounde, Edmond Campion , Robert Persons, John Gerard, Robert Southwell et Henry Garnet et leurs liens avec les milieux catholiques conspirationistes. Une place importante est également donnée au collège anglais de Rome et d’autres collèges des jésuites anglais sur le continent: Saint-Omer, Bruges et Liège. 
Le dernier volume terminé  par l’auteur couvre l'histoire de la Compagnie de Jésus dans l'Italie de la Renaissance (publié en 1673). Le livre raconte l'histoire des jésuites depuis l'arrivée d’Ignace de Loyola à Rome en 1537 jusqu'à l'élection du troisième Supérieur général, François Borgia, en 1565. Bartoli décrit ensuite les fortunes diverses des jésuites dans les grandes cours de la Renaissance européenne, s’étendant plus longuement sur le grandes figures italiennes de la Compagnie : Antonio Possevino, Achille Gagliardi et d’autres.

### Des Hommes et des faits
Vers 1673, âge de 65 ans, et ayant achevé cinq volumes de son histoire (concomitamment à de nombreuses autres œuvres littéraires  Bartoli est conscient qu’il n’arrivera pas, de son vivant à la fin de son grand projet d’histoire universelle de la Compagnie de Jésus. Son approche est alors différente. Il écrit de façon plus concise (en cinq volumes) une histoire de l’Ordre religieux couvrant la seconde moitié du XVIe siècle. L’œuvre est intitulée : Degli uomini e de fatti della Compagnia di Gesù, (publié après sa mort). Il y insère des portraits de jésuites remarquables pour les services rendus à l'Église. Les entreprises missionnaires jésuites sur les autres continents y trouvent leur place également, avec l’Afrique (Congo, Mozambique et Éthiopie) la Floride, le Brésil. Et pour l’Europe, les jésuites en Espagne et en Allemagne

## Lire en ligne
- (it) Daniello Bartoli, Istoria della Compagnia di Gesù - L'Asia, Roma, Nella stamperia d'Ignatio de' Lazzeri, 1653 (lire en ligne)
- (it) Daniello Bartoli, Istoria della Compagnia di Gesù - L'Inghilterra, Roma, Nella stamperia del Varese, 1667 (lire en ligne)
- (it) Daniello Bartoli, Istoria della Compagnia di Gesù - L'Italia, prima parte dell'Europa, Roma, Nella stamperia del Varese, 1673 (lire en ligne)

## Éditions modernes
- Giappone. Istoria della Compagnia di Gesù, Spirali, Milano, 1985.
- La Ricreazione del Savio ed. B. Mortara Garavelli, Guanda, Milano, 1992.
- La Cina, ed. B. Mortara Garavelli, Milano, Bompiani, 1997.  (ISBN 8845230082).
- Missione al Gran Mogòr, Roma, Salerno Editrice, 1998.
- La Cina di Daniello Bartoli ed. Wu Yinlan, Urbaniana University Press, Vatican, 2015.
- Elisa Frei, « Through Daniello Bartoli’s Eyes: Francis Xavier in Asia (1653) », Journal of Jesuit Studies, vol. 9, no 3,‎ 1984, p. 398-414 (DOI 10.1163/22141332-09030005)